# Bimel Automobile Company
Bimel Automobile Company, vorher Bimel Buggy Company und Bimel Spoke and Auto Wheel Works, war ein US-amerikanisches Unternehmen.

## Unternehmensgeschichte
Die Bimel Buggy Company wurde 1844 in Sidney in Ohio gegründet. Der Sitz wurde wenig später nach St. Marys verlegt und später, unter Leitung von William Bimel, dem Sohn des Gründers, wieder zurück nach Sidney. 1904 kam das vorläufige Ende.
Die Bimel Spoke and Auto Wheel Works (auch Bimel Spoke & Auto Wheel Works geschrieben) war ab 1904 das nachfolgende Unternehmen. A. C. Noble war Präsident und T. M. Miller Manager und Schatzmeister. Sie stellten Zubehör für die Automobilindustrie her. Eine Quelle meint, dass innerhalb der nächsten Jahre die ursprüngliche Firmierung wieder angenommen wurde. Im August 1915 übernahmen sie einen Prototyp der Elwood Iron Works, den sie in die Serienfertigung brachten. Der Markenname lautete zunächst Elco.
Im April 1916 änderte sich die Firmierung in Bimel Automobile Company und der Markenname ab August 1916 auf Bimel. Im Mai 1917 endete die Produktion, als das Unternehmen aufgelöst wurde.
Die American Motor Parts Company aus Indianapolis übernahm die Vermögenswerte.

## Fahrzeuge
Das einzige Serienmodell hatte einen Vierzylindermotor mit 30 PS Leistung, den die Caille Engine Company aus Detroit lieferte. Zur Wahl standen zweisitziger Roadster und fünfsitziger Tourenwagen.
Pläne für ein Modell mit Sechszylindermotor wurden nicht mehr umgesetzt.